# Cañaditas
Cañaditas är en ort i Mexiko.   Den ligger i kommunen Mexquitic de Carmona och delstaten San Luis Potosí, i den centrala delen av landet, 400 km nordväst om huvudstaden Mexico City. Cañaditas ligger 2 136 meter över havet och antalet invånare är 280.
Terrängen runt Cañaditas är kuperad norrut, men söderut är den platt. Runt Cañaditas är det ganska tätbefolkat, med 54 invånare per kvadratkilometer. Närmaste större samhälle är Ahualulco, 15,7 km nordost om Cañaditas. Omgivningarna runt Cañaditas är i huvudsak ett öppet busklandskap.